# Attelwil
Attelwil es una comuna suiza del cantón de Argovia, situada en el distrito de Zofingen. Limita al norte con Staffelbach, al oriente con Moosleerau (separado por el río Suhre), al sur con Reitnau y al occidente con Wiliberg.